# Llywelyn ap Merfyn
Llywellyn ap Merfyn va ser un rei de Powys que visqué entre els segles ix i x. Se'l creu nascut a Llandeilo l'any 880 i hom li atribueix únicament una descendent, Angharad Verch Llywellyn, nascuda al 918.